# Gethin Jones
Gethin Jones, né le 12 janvier 1978 à Cardiff au Pays de Galles,  est un présentateur de télévision au Royaume-Uni, où il présente l'émission pour enfant Blue Peter. 